# André Auras
André Auras (* 22. April 1991 in Dakar) ist ein senegalesisch-französischer Fußballspieler.

## Vereinskarriere
Der im Senegal geborene Auras wuchs in der Region um Tours auf und wurde in seiner Jugend in Châteauroux ausgebildet, bis er 2006 in die Jugendabteilung der AJ Auxerre wechselte, wo er 2009 zu seinem Debüt für die Reservemannschaft in der vierten Liga kam. Der zu diesem Zeitpunkt 18-Jährige lief in der Folgezeit aber zumeist für die dritte Mannschaft des Vereins auf und hatte keine Perspektive auf die Profimannschaft, als er 2011 zu Stade Brest wechselte. Bei Brest konnte er sich von 2012 an zuerst in der zweiten Mannschaft etablieren und wurde zu Beginn des Jahres 2013 zum ersten Mal in den Kader der Erstligamannschaft berufen. Als er am 12. Januar beim 2:0 gegen den FC Évian Thonon Gaillard in der 75. Minute eingewechselt wurde, gelang ihm sein Erstliga- und damit sein Profidebüt. Noch im selben Monat unterschrieb er seinen ersten Profivertrag. Fortan lief er einige weitere Male für die Mannschaft auf, mit der er am Saisonende den Abstieg in die zweite Liga hinnehmen musste. 
Im Anschluss an den Sturz in die Zweitklassigkeit spielte er bei Brest jedoch kaum noch eine Rolle und kehrte dem Verein den Rücken, als er am 1. März 2014 zu Los Angeles Galaxy in die Vereinigten Staaten wechselte. Dort war er zunächst für die in der dritten Liga antretende zweite Mannschaft vorgesehen. Sein Debüt in der professionell geführten dritthöchsten Spielklasse der USA gelang ihm am 8. April 2014, als er gegen Oklahoma City Energy in der Startelf stand.
2016 wechselte er zurück nach Frankreich zu Stade Plabennec in die CFA und ein Jahr später weiter zum Sechstligisten EA Saint-Renan.

## Nationalmannschaft
Im Dezember 2007 wurde der damals 16-jährige Spieler erstmals in die französische U-17-Auswahl berufen. Für diese stand er 2008 im Aufgebot zur U-17-EM und kam im Endspiel zum Einsatz, als er in der 48. Minute eingewechselt wurde. Weil das Finale jedoch mit 0:4 gegen Spanien verloren ging, konnte er keinen Titelgewinn feiern. Die Partie stellte zugleich seine letzte für eine französische Jugendauswahl dar.